# Campamento de Ein Sultan
El campamento de Ein Sultan, también conocido como ʿAin Sulṭān (en árabe: مخيّم عين سلطان‎), es una aldea y campamento de refugiados palestino en la Gobernación de Jericó, en el Valle del Jordán, ubicado a 2,5 kilómetros al noroeste de Jericó, en Palestina. En el interior del campamento se encuentra el manantial de ʿEin as-Sulṭān. A mediados del año 2006, el campamento de Ein Sultan tenía unos 1.469 habitantes. En 1997, los refugiados suponían el 81% de la población. Con 0,87 kilómetros cuadrados de terreno, es el segundo campamento de refugiados más grande de Cisjordania en extensión.

## Demografía
Según el censo llevado a cabo por la Oficina Central de Estadísticas de Palestina en 2007, la población del campamento de Ein Sultan era de 3.017 habitantes, de los cuales 1.520 eran varones (un 50,4% del total) y 1.497 eran mujeres (un 49,6% del total). En cuanto a la distribución por edades, el 42,6% de sus habitantes eran menores de 15 años, el 53,9% estaba entre 15 y 64 años, y el 2,1% eran mayores de 65 años.
UNRWA, organización de las Naciones Unidas encargada de la gestión de los campamentos de refugiados palestinos, aporta la cifra de 1.920 refugiados a principios de 2014, y de unos 3.800 habitantes a principios de 2017, de los que unos 2.500 tienen estatus de refugiados. La densidad de población en el campamento es de 4.022 personas por kilómetro cuadrado.

## Geografía y Clima
El campamento se encuentra a 2,5 kilómetros al norte de Jericó, que la rodea por sus lados sur y este. También linda con las aldeas de Nuwei'ma al norte y Ad Duyuk al oeste. Se encuentra a una altitud de 198 metros por encima del nivel del mar. Del total de 0,87 kilómetros cuadrados de extensión del campamento, solo 0,04 kilómetros cuadrados están clasificados como tierras cultivables, teniendo el resto consideración de zona residencial.
La media de precipitaciones es de 146,4 mm, la temperatura media anual es de 24 °C y la humedad media anual es del 49% aproximadamente.

### Lugares de interés religioso y arqueológico
En el campamento hay dos mezquitasː Ali ben Abi Talib y Ad Da'wah, así como importantes restos arqueológicos como la mezquita de Ein as Sultan al Kabir y la colina de Tall as Sultan, ambos dispuestos para su explotación turística. También hay una antigua sinagoga.

## Historia

### Historia Antigua

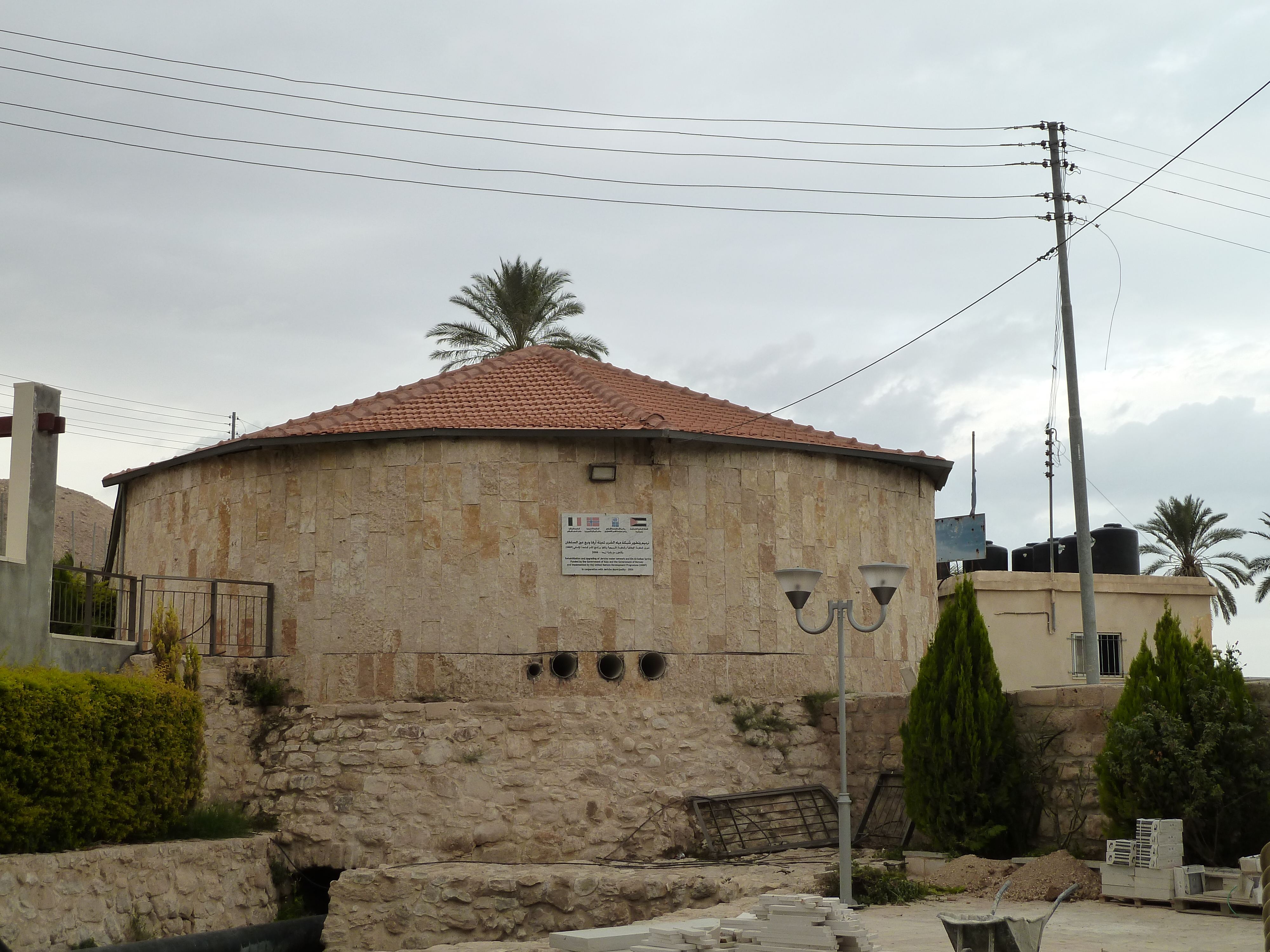
Manantial de Eliseo

El primer asentamiento permanente construido cerca de la antigua Jericó se ubicó en Tell es-Sultan, junto al manantial Ein es-Sultan, entre los años 8.000 y 7.000 a. C., por un pueblo desconocido, y consistió en una serie de muros, un santuario y una torre de 7 metros de altura con una escalera interna. Unos cuantos siglos después,  fue abandonado y sustituido por un segundo asentamiento establecido en torno al año 6800 a. C. en los alrededores.

### Edad Media
El manantial es conocido por los cristianos como el Manantial de Eliseo, y los bizantinos construyeron allí una iglesia con cúpula en honor a San Eliseo.
Los cruzados mejoraron los molinos de agua de Ein es-Sultan para moler caña de azúcar en tawahin es-sukkar (molinos de azúcar) y exportaron el azúcar a Jerusalén. A los cruzados se les suele atribuir la introducción de la producción de azúcar en la ciudad.

### Ocupación jordana
El 29 de noviembre de 1947, la Asamblea General de las Naciones Unidas aprobó la resolución 181, más conocida como el Plan de Partición de Palestina, que impulsaba la creación de un estado judío y uno árabe en el territorio del Mandato Británico de Palestina. Como consecuencia del avance de las tropas judías antes y durante la guerra árabe-israelí de 1948, unos 700.000 palestinos fueron expulsados o huyeron de sus hogares. A la conclusión de la guerra, Israel les negó el derecho de retorno, por lo que Naciones Unidas decidió crear la Agencia de Naciones Unidas para los Refugiados de Palestina en Oriente Próximo (UNRWA) y una serie de campamentos de refugiados en la Franja de Gaza, Cisjordania, Líbano, Siria y Jordania. 
El campamento de Ein Sultan se estableció en 1948 sobre 870 dunums (0,87 kilómetros cuadrados) de terreno árido bajo el Monte de la Tentación para alojar a refugiados que provenían de Jaffa, Gaza, Bir as Sabi, del área occidental de Hebrón, así como de los pueblos de Ramla y Lod, donde diversos historiadores israelíes aseguran que el ejército israelí llevó a cabo una operación de limpieza étnica. Justo antes de la guerra de los Seis Días de 1967, un censo de OCHA (Oficina de Naciones Unidas para la Coordinación de Asuntos Humanitarios) estableció en 19.467 el número de habitantes que vivían en el campamento. Durante el conflicto, la mayoría de los refugiados huyeron a Jordania a través del Río Jordán, como parte de un nuevo éxodo palestino llamado Naksa. La población del campamento se vio reducida a 2000 personas.

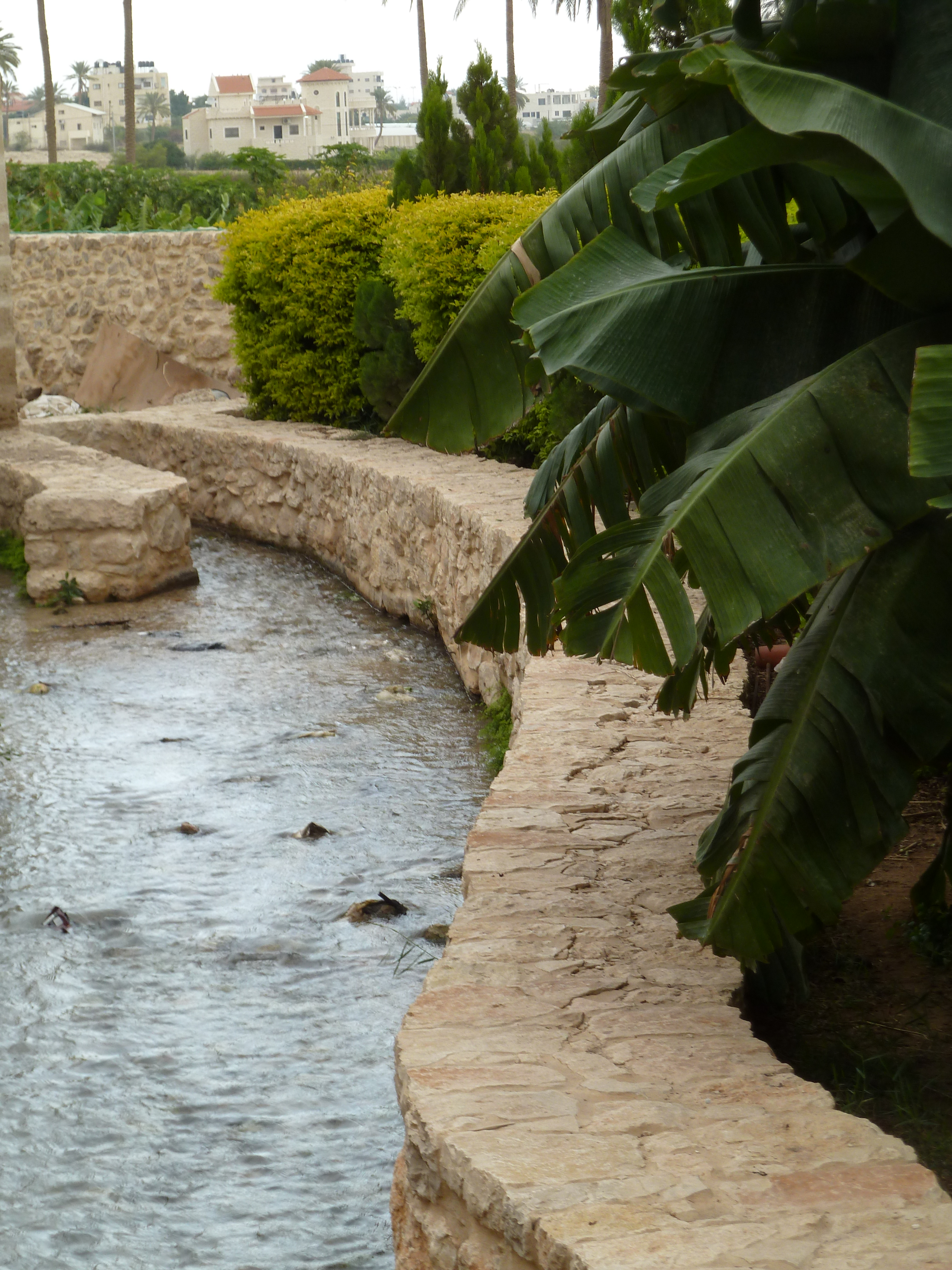
Manantial de Eliseo con el campamento de Ein Sultan al fondo

### Ocupación israelí
En 1987, las autoridades israelíes intentaron expulsar al mayor número de refugiados posible. Un informe estadounidense apuntaba que los refugiados adolecían de "circunstancias económicas en deterioro". Prácticamente todos los edificios originales del campamento resultaron dañados como consecuencia de la represión israelí de la Primera Intifada, lo que hizo que en su reconstrucción se generasen nuevos espacios abiertos que le dan un aspecto distinto al de la mayoría de campamentos de refugiados palestinos, aunque el reciente crecimiento demográfico ha hecho que se tenga que recurrir a la construcción de plantas superiores. 
Tras la firma del Acuerdo Gaza-Jericó de 1994 y la reubicación del ejército israelí, el campamento quedó bajo control de la Autoridad Nacional Palestina.
Mahmoud Shahin Mahmoud Jaber Himur, de 40 años, estaba en la lista de personas buscadas por Israel cuando soldados israelíes se adentraron en el campamento de Ein Sultan el 5 de julio de 2006. Murió ese mismo día por los disparos de dichos soldados cuando trataba de huir.
Hoy en día, el campamento de Ein Sultan tiene una pequeña población de tan solo 3.800 refugiados registrados. Algunos palestinos se han mudado a terrenos del campamento pese a no ser refugiados y han construido casas ilegales, principalmente por la sobrepoblación de las ciudades palestinas y el estricto control de los permisos de construcción por parte de las autoridades israelíes.

## Educación
La única escuela que hay en el campamento de Ein Sultan, regentada por UNRWA, es una de las más grandes de Cisjordania con una afluencia de más de mil alumnos y alumnas. En 2002 se añadieron dos plantas a la escuela de Ein Sultan, lo que la proveyó de una nueva biblioteca, una sala de usos múltiples, tres aulas adicionales y una sala de ordenadores. Una renovación realizada en 2014 añadió nuevas aulas y remodeló las partes más antiguas de la escuela, que databan de 1952. También proporcionó aire acondicionado en las aulas y reacondicionó el patio. La escuela tiene sala de ordenadores y laboratorio de ciencias, así como clases de refuerzo de árabe y matemáticas los sábados. La ratio de alumnos por clase es de 36, mientras que la de alumnos por profesor es de 28. La ausencia de oferta de educación secundaria en el campamento hace que los alumnos tengan que desplazarse hasta Jericó (a una distancia aproximada de 8 kilómetros) para completar su educación.
La tasa de analfabetismo en el campamento es del 5,4%, de los que aproximadamente tres cuartos son mujeres. En cuanto al resto de la población, un 14,6% solamente saben leer y escribir, un 27,3% tienen formación básica, un 28,9% formación intermedia, un 13,4% formación secundaria y un 9,6% poseen formación universitaria.
Según datos de 2011, existen tres guarderías privadas en el campamento que acogen a 208 niños.

## Sanidad
UNRWA gestiona también el Centro de Salud del campamento, que proporciona servicios de salud reproductiva, pediatría, vacunaciones, chequeos médicos y tratamiento de enfermedades tanto infecciosas como no infecciosas. No hay servicios de dentista, ambulancia, psicología, rayos X ni fisioterapia, aunque la carencia que más repercusiones negativas tiene para los refugiados del campamento es la de un laboratorio de análisis, ya que las pruebas deben enviarse al campamento de Am'ari o al de Kalandia, con el consiguiente gasto de tiempo y dinero. El número de pacientes por día y médico está por encima de cien. Un problema de salud pública especialmente preocupante en la zona de Jericó es la leishmaniasis. Además, hay una clínica privada en el campamento.

## Economía
El 39% de los trabajadores del campamento son empleados por cuenta ajena, bien del gobierno o del sector privado; otro 35% de los residentes trabajan en tareas agrícolas (un 7% se dedica al cuidado y explotación de ovejas y abejas), un 22% en el comercio y un 4% en la industria. Hay 12 tiendas de alimentación en el campamento, 2 de frutas y verduras, 2 carnicerías, 10 talleres de diversos oficios (carpinterías, herrerías, etc), 10 tiendas de servicios y una mampostería.

### Empleo
Según un censo de la Oficina Central de Estadísticas de Palestina en 2007, el 60,4% de los residentes del campamento no se encontraban económicamente activos, de los que el 48,4% eran estudiantes y el 40,9% amas de casa.

## Proyectos comunitarios
El Centro de la Mujer se centra en proyectos de concienciación y de ayuda financiera para mujeres con pocos recursos. Uno de sus proyectos más relevantes es una cocina financiada por UNRWA que cocina a diario comida para la escuela y para la comunidad del campamento en general.
A través de su proyecto Red de Seguridad Social, UNRWA proporciona lotes de comida para aproximadamente 985 refugiados en especial situación de dificultad económica tanto en el campamento de Ein Sultan como en el campamento vecino de Aqabat Jabr.
El Programa de Dinero de Emergencia por Trabajo ofrece a los refugiados más necesitados trabajos remunerados de tres meses de duración dentro del campamento que redundan en beneficio de la comunidad, como construcción de carreteras y aceras o mantenimiento de los espacios abiertos.

## Agua
La escasez de agua es un problema de primer orden en esta zona árida, especialmente durante el verano. Los manantiales de Ein as-Sultan, Ayn al-Nuway'mia y Ayn al Duyuk se usaron en época romana para regar la tierra cultivada. Desde 1975, el agua del manantial Ein as-Sultan se recoge en 4 pequeñas cuencas. UNRWA provee de agua al campamento de Ein Sultan bombeando agua desde un manantial cercano. La salida de dicho manantial queda cerca de Tell el-Sultan, el lugar de la antigua Jericó. Durante los meses de verano, la escasez de agua en el campamento ocasiona enormes privaciones a los refugiados. Sin embargo, Israel tomó el control de las fuentes de agua y la compañía israelí Mekorot se ha convertido en el principal proveedor de agua del campamento.

## Instalaciones
Uno de los principales problemas del campamento es la ausencia de una red de alcantarillado, lo cual hace que los residentes tengan que recurrir a pozos ciegos con los consiguientes riesgos para la salud que ello implica.

## Personas importantes
- Nasr Abdel Aziz Eleyan